# 히카와 키요시
히카와 기요시(氷川 きよし, 1977년 9월 6일 - )는 후쿠오카현 출신 가수 겸 배우이다. 이 이름은 기타노 다케시(北野 武)에 의해 지어졌다. 본명은 야마다 기요시(山田 清志)이다.

## 개략
2000년 2월 2일에 싱글 "箱根八里の半次郎"(하코네 팔 리의 한지로)로 데뷔했다. 이 노래는 엔카로는 이례적으로 67만 장의 판매고를 기록했다. 그 뒤도 "初恋列車"(첫 사랑 열차)라는 곡으로 오리콘 주간 차트 1위를 차지하는 등, 많은 히트곡이 있다. KIYOSHI라는 이름으로 팝송도 노래한다.
인기와 가창력을 겸비한 가수로서, 그를 "엔카계의 귀공자"라고 부르는 사람이 많다. 

## 대표곡
이텔릭체는 이름이나 지명 등 일본의 고유어이다.
| 순서 | 제목                                       | 뜻                       | 발매일           | 특기사항                       |
| ---- | ------------------------------------------ | ------------------------ | ---------------- | ------------------------------ |
| 1    | 하코네하치리노 한지로 (箱根八里の半次郎)   | 하코네 팔리의 한지로     | 2000년 2월 2일   |                                |
| 2    | 오오이옷카케 오토지로 (大井追っかけ音次郎) | 오이까지 쫓아간 오토지로 | 2001년 2월 21일  |                                |
| 3    | 키요시, 코노요루 (きよしこの夜)            | 키요시, 이 밤            | 2001년 11월 21일 | 'KIYOSHI' 의 명의로 발매       |
| 4    | 키요시노 즌도코부시 (きよしのズンドコ節)   | 기요시의 즌도코 부시     | 2002년 2월 6일   |                                |
| 5    | 호시조라노 아키코(星空の秋子)              | 별 하늘의 아키코         | 2002년 8월 21일  |                                |
| 6    | 하쿠군노 시로 (白雲の城)                   | 하얀 구름의 성           | 2003년 2월 19일  |                                |
| 7    | 라부리 (ラブリィ)                          | Lovely                   | 2003년 10월 1일  | TAMAO & KIYOSHI 의 명의로 발매 |
| 8    | 키요시노 도돈파 (きよしのドドンパ)         | 기요시의 도돈파          | 2004년 1월 21일  |                                |
| 9    | 밤바노 츄우타로 (番場の忠太郎)             | 반바의 주타로            | 2004년 7월 7일   |                                |
| 10   | 하츠코이 렛샤 (初恋列車)                   | 첫 사랑 열차             | 2005년 2월 9일   |                                |
| 11   | 오모카게노 미야코 (面影の都)               | 모습의 도시              | 2005년 7월 6일   |                                |
| 12   | 잇켄 (一剣)                                | 일검                     | 2006년 3월 15일  |                                |
| 13   | 아바요 (あばよ)                            | 안녕                     | 2007년 5월 9일   | 2장 동시 발매                  |
| 14   | 기요시노 소란부시 (きよしのソーラン節)     | 기요시의 소란 부시       | 2007년 5월 9일   | 2장 동시 발매                  |
| 15   | 겐카이후나우타 (玄海船歌)                  | 현해탄의 뱃노래          | 2008년 2월 13일  |                                |
| 16   | 아이슈노 미즈우미 (哀愁の湖)               | 애수의 호수              | 2008년 10월 1일  |                                |
| 17   | 로쿄쿠이치다이 (浪曲一代)                  | 로쿄쿠 일대              | 2009년 2월 4일   |                                |
| 18   | 도키메키노 룸바 (ときめきのルンバ)         | 두근거림의 룸바          | 2009년 8월 19일  |                                |

## 출연작

### 드라마
- 2002년 NHK 연속 TV 소설 《만텐》 - 히데오 히다카 역
- 2003년 TBS 월요드라마 《미토 고몬》- 오토지로 역
- 2021년 TV도쿄 목요드라마 《귀에 맞으신다면》- 본인 역

## 같이 보기
- 차게 앤 아스카 - 고등 학교 선배.
- 기타노 다케시 - 히카와 기요시라는 이름을 지었다.
- 니시카와 타카노리 - 친한 동료 연예인. T.M Revolution.